# Castelnuovo Rangone
Pour les articles homonymes, voir Castelnuovo.

Castelnuovo Rangone (Castelnôv en dialecte modenese) est une commune italienne de la province de Modène dans la région Émilie-Romagne en Italie.

## Géographie
La commune de Castelnuovo Rangone est située entre Modène (10 km au sud) et Maranello (8 km), sous les deux axes routiers principaux de la plaine du Pô : la via Emilia et l’autoroute du soleil A1 Milan-Bologne et à proximité de la route nationale SS12 qui mène de Modène à Lucques (Toscane).

La cité est baignée par le torrent Tiepido, un  des affluents du Panaro.

Le territoire de la commune avec ceux des communes de Castelvetro di Modena, Savignano sul Panaro, Spilamberto et Vignola, forment l'Unione Terre di Castelli.
Grandes villes proches :
- Modène 10 km
- Bologne 48 km
- Reggio d'Emilie 34 km
- Parme 61 km

## Histoire
La première citation du nom apparaît sur un acte de donation entre l’évêque Ingone à l’abbé de  San Pietro Ardorico, daté de 1025, concernant les terrains et maisons in Castro Novo super ripam fluminis Tepidi de mane, pour dite Castelnuovo, sur la rive droite du torrent Tiepido.

Au XIIIe siècle, le château et une partie du territoire étaient la propriété des seigneurs féodaux de Mirandole et de Concordia sulla Secchia, famille de Jean Pic de la Mirandole (Pico della Mirandola en Italien), qui devait garder une garnison de militaires ; en outre en 1391 la marquis de Ferrare en investit formellement la famille Rangoni qui entretint en permanence une garnison armée.
À cette époque Castelnuovo, dénommé alors Rangone, était un bourg fortifié regroupé autour d’un château et ceint d’une muraille et d’un fossé.

La rivalité entre les habitants de Castelnuovo et ceux de Castelvetro, due à une question de confins communaux et surtout d’orgueil municipal, était très vive.

En 1796, l’occupation française signe la fin du féodalisme et la fin du gouvernement des Rangoni, modifiant également le nom du pays en Castelnuovo in Piano avec titre de chef-lieu de commune et siège d’une municipalité dans le département du Panaro ; mais en 1815, année de restauration du duc François IV de Habsbourg-Lorraine et de la réforme administrative du duché, la commune de Castelnuovo fut abolie et jointe à celle de Spilamberto comme hameau.

En 1860, dans la nouvelle réforme du dictateur Luigi Carlo Farini (institué par le gouvernement Cavour), la commune fut réhabilitée avec son ancienne dénomination de Castelnuovo Rangone.

## Monuments historiques et culturels
- l’église de Castelnuovo est citée pour la première fois dans une bulle du pape Lucius III de 1181, au titre de chapelle du château.
- En 1888, construction du campanile,
- La tour carrée, construite au XIVe siècle comme tour de garde de la rocca des Rangoni et du bourg fortifié.
- En 1865, l'administration  communale achète ce qui reste du château qui, après restauration, devint le palazzo communal.
- l’église Santa Maria del Tiepido, sur la rive droite du torrent, citée au XIIe siècle et restaurée en 1966.
- le parc archéologique du hameau de Montale et le musée, inaugurés en 2003, sur une superficie de 23 500 m2, dédiés à la plus antique civilisation des Terramares de l’âge du bronze datée de –1650 à –1200 et découverte sur le lieu au XIXe siècle.
- la statue de John Lennon, dans le parc de la commune,
- les parcs Rio dei Gamberi et Giovane Holden,
- la Strada Jack Kerouac, piste cyclable réalisée sur l’ancienne voie ferrée Modène - Vignola,
- le parc dédié à l’ex président de la république Sandro Pertini,
- le parc dédié à sir Robert Baden-Powell, fondateur du scoutisme,
- le parc Grizzaga dans le hameau de Montale.

## Économie
Le traitement de la viande porcine représente l’activité économique et industrielle la plus importante du pays, avec plus de cinquante agences ouvertes au marché européen.

## Administration
| Période                                  | Période  | Identité     | Étiquette     | Qualité |
| ---------------------------------------- | -------- | ------------ | ------------- | ------- |
| 07/05/2012                               | En cours | Carlo Bruzzi | Centre gauche |         |
| Les données manquantes sont à compléter. |          |              |               |         |

### Hameaux
Montale, Cavidole, San Lorenzo

### Communes limitrophes
Castelvetro di Modena, Formigine, Modène, Spilamberto

## Population

### Évolution de la population en janvier de chaque année
| 1861  | 1901  | 1921  | 1951  | 1961  | 1971  | 1981  | 1991  | 2001   |
| ----- | ----- | ----- | ----- | ----- | ----- | ----- | ----- | ------ |
| 2 586 | 3 420 | 4 302 | 5 326 | 5 543 | 6 315 | 8 633 | 9 683 | 12 096 |

| 2011   | - | - | - | - | - | - | - | - |
| ------ | - | - | - | - | - | - | - | - |
| 14 591 | - | - | - | - | - | - | - | - |

### Ethnies et minorités étrangères
Selon les données de l’Institut national de statistique (ISTAT) au 1er janvier 2011 la population étrangère résidente était de 1681 personnes, soit 11,7 % de la population.
Les nationalités majoritairement représentatives étaient :
| Pos. | Pays      | Population |  |
| ---- | --------- | ---------- |  |
| 1    | Maroc     | 294        |  |
| 2    | Ghana     | 249        |  |
| 3    | Sri Lanka | 206        |  |
| 4    | Albanie   | 182        |  |
| 5    | Tunisie   | 147        |  |
| 6    | Roumanie  | 122        |  |
| 7    | Chine     | 68         |  |
| 8    | Ukraine   | 53         |  |
| 9    | Inde      | 51         |  |
| 10   | Moldavie  | 33         |  |

## Foires et manifestations
- fête du zampone (pied de porc farci à la viande), annuelle sur la place centrale de la commune avec distribution gratuite au public.
- la foire de Mai : la dernière semaine de mai, concert, marché et spectacles,
- l’Estate Bene, en juillet et août,
- le festival de la poésie, en octobre.
- le marché de Castelnuovo Rangone chaque samedi.
- le marché de Montale chaque mardi.

## Jumelage
- Suhr (Suisse)
- Auriol (France)

## Personnalités liées à Castelnuovo
- Luciano Pavarotti, tenore.
- Walter Villa, motocycliste

## Sources
- (it) Cet article est partiellement ou en totalité issu de l’article de Wikipédia en italien intitulé « Castelnuovo Rangone » (voir la liste des auteurs).